# Demokratični socializem
Demokratični socializem je izraz v okviru politične filozofije socializma in politična opredelitev. Demokratični socialisti se zavzemajo za politično demokracijo in gospodarstvo v družbeni lasti s poudarkom na delavskem samoupravljanju in demokratičnem nadzoru gospodarskih institucij v okviru tržne ekonomije ali neke oblike decentraliziranega načrtovanega socialističnega gospodarstva. Večina demokratičnih socialistov zagovarja postopen prehod k socializmu, a pojem idejno ne izključuje možnosti revolucionarne vzpostavitve socializma. Skupno družbeno lastništvo v demokratičnemu socializmu načeloma vključuje zgolj produkcijska sredstva in pomembno infrastrukturo, ne pa tudi osebne lastnine, prebivališč ali manjših podjetij.
Demokratični socializem zastopa demokratično politično ureditev in hkrati demokratično oz. skupinsko lastništvo in upravljanje gospodarstva oz. proizvodnje. Fraza demokratični socializem poudarja ideološko razliko z marksistično-leninistično različico socializma, ki jo mnogi obravnavajo kot nedemokratično oz. avtoritarno v praksi. Demokratični socialisti nasprotujejo centraliziranemu in planskemu ekonomskemu sistemu ter zavračajo politično ureditev, uveljavljeno v Sovjetski zvezi in drugih marksistično-leninističnih državah v začetku 20. stoletja, saj jo smatrajo za avtoritarno. Demokratični socializem zavrača samooklicane socialistične države tako kot marksizem-leninizem in njegove izpeljave, kot sta npr. stalinizem in maoizem. Temeljne nazorske razlike med demokratičnim socializmom in socializmom v okviru marksizma-leninizma ponazarjata dihotomiji demokratičnost/avtoritarnost in revolucionarnost/reformističnost ter pomen aktivnega sodelovanja prebivalstva in skupin delovcev pri gospodarskemu odločanju pri demokratičnemu socializmu v nasprotju z nacionalizacijo in centraliziranemu gospodarskemu upravljanju (naj bo oblast demokratična ali ne) v okviru državnega socializma, značilnega za marksistično-leninistične ureditve.
Demokratični socializem je zavezan k eventuelnemu prehodu iz kapitalistične v socialistično ekonomsko ureditev, za razliko od novodobne socialne demokracije, ki podpira zgolj progresivne ekonomske reforme v okviru kapitalistične ekonomije. Do 1970-ih sta bila izraza "socialna demokracija" in "demokratični socializem" sinonima. V naslednjih desetletjih je zaton kejnzijanizma privedel do ideološke preobrazbe številnih socialdemokratskih političnih strank. Tradicionalna socialdemokracija - tako kot demokratični socializem - je načeloma zagovarjala reformistični oz. evolucijski prehod v socializem namesto revolucionarnega.  Socialni demokrati, ki so ostali idejno zavezani k postopnemu prehodu iz kapitalizma v socializem so se opredelili kot demokratični socialisti. Demokratični socialisti in socialni demokrati pogosto zastopajo podobne kratkoročne politične cilje, vključno s kenezijanskimi političnoekonomskimi pristopi, regulacijo, mešano ekonomijo, javnimi pokojninskimi programi in ostalimi programi socialnega varstva, širitvijo javnega lastništva nad pomembnimi industrijami in univerzalnemu brezplačnemu dostopu do zdravstva in šolstva.
Idejne temelje demokratičnega socializma predstavljajo ideje utopičnih socialističnih mislecev 19. stoletja in britanskega čarističnega gibanja, ki so pripisovale  temeljen pomen demokratičnemu odločanju in družbenemu lastništvu produkcijskih sredstev.  V poznem 19. stoletju in začetku 20. stoletja sta k idejnemu razvoju demokratičnega socializma med drugim prispevala gradualistični reformistični socializem ki ga je v zagovarjalo britansko Fabiansko društvo in pa evolucijski socializem nemškega politika in političnega teoretika Eduarda Bernsteina.
Marksistični demokratični socialisti poudarjajo dele Marxove misli, ki je zagovarjala demokratičnost, in zavračajo marksizem-leninizem ter druge oblike avtoritarnega socializma. Med akademiki obstaja nestrinjanje glede vprašanja, kaj so bila stališča Karla Marxa glede demokracije. Demokratični socialisti, ki smatrajo marksizem kot v osnovi anti-demokratično ideologijo, marskizem zavračajo.